# برباريس أحادي الزهرة
برباريس أحادي الزهرة (الاسم العلمي:Berberis uniflora) هو نوع من النباتات يتبع جنس البرباريس من الفصيلة البرباريسية.